# George Jacob Koovakad
George Jacob Koovakad (em malaiala:  ജോർജ് കൂവക്കാട് ; nascido em 11 de agosto de 1973 em Thiruvananthapuram, Kerala) é um cardeal indiano da Igreja Católica Siro-Malabar pertencente ao serviço diplomático da Santa Sé, desde 2025 é o prefeito do Dicastério para o Diálogo Inter-Religioso.

## Biografia
George Jacob Koovakad frequentou o Seminário Menor St. Thomas em Kurichy. Ele então estudou filosofia e teologia católica no Pontifício Seminário de São José em Aluva. Em 24 de julho de 2004, recebeu a ordenação presbiteral do arquieparca Joseph Powathil, sendo incardinado na Arquieparquia de Changanacherry.
Após sua ordenação, Koovakad trabalhou inicialmente como vigário paroquial na paróquia de Santa Maria em Parel. Mais tarde, ele continuou seus estudos na Pontifícia Academia Eclesiástica de Roma. Ele também recebeu seu doutorado em direito canônico em Roma. Durante seus estudos em Roma foi ex-aluno do Pontificio Collegio Internazionale Maria Mater Ecclesiae. Koovakad ingressou no serviço diplomático da Santa Sé em 2006. Serviu nas nunciaturas da Argélia (2006-2009), Coreia do Sul (2009-2012), Irã (2012-2014), Costa Rica (2014-2018) e Venezuela (2018-2020). O Papa Francisco concedeu-lhe o título honorário de Capelão de Sua Santidade em 1 de outubro de 2014 e o título honorário de Prelado de Honra de Sua Santidade em 13 de dezembro de 2019.  Desde 2020, Koovakad trabalha na Secretaria de Estado da Santa Sé e desde 12 de setembro de 2021 é responsável pelo planejamento das viagens papais.
Foi encarregado de organizar as delicadas e longas viagens de Francisco ao Canadá, à República Democrática do Congo, ao Sudão do Sul, e a mais longa peregrinação do pontificado até agora, a viagem à Ásia e Oceania em que Francisco visitou quatro países: Indonésia, Papua-Nova Guiné, Timor-Leste e Singapura.
Durante o Angelus de 6 de outubro de 2024, Papa Francisco anunciou que o criaria cardeal no Consistório de 7 de dezembro de 2024. Recebeu o barrete vermelho, o anel cardinalício e o título de cardeal-diácono de Santo António de Pádua na Circonvallazione Appia.
Em 25 de outubro do mesmo ano, o Papa Francisco o nomeou como arcebispo titular de Nisibis dos Caldeus. Recebeu a ordenação episcopal em 24 de novembro seguinte, na Igreja de Santa Maria de Changanacherry, de Mar Raphael Thattil, arcebispo maior de Ernakulam-Angamaly, coadjuvado por Edgar Peña Parra, substituto da Secretaria de Estado da Santa Sé e por Thomas Joseph Tharayil, arquieparca de Changanacherry.
Em 24 de janeiro de 2025, o Papa Francisco, nomeou Prefeito do Dicastério para o Diálogo Inter-Religioso